# Stipagrostis sabulicola
Stipagrostis sabulicola (SA) är en gräsart som först beskrevs av Pilg., och fick sitt nu gällande namn av De Winter. Stipagrostis sabulicola ingår i släktet Stipagrostis och familjen gräs. Inga underarter finns listade i Catalogue of Life.
SA växer endemiskt bland sanddynerna i Namibias öken. SA skördar vatten från nattlig dimma. Fuktigheten faller ut på grässtråna och leds av tyngden ner till rotsystemet. SA skapar habitat för insekter, ödlor med flera djur. 